# Егорова, Александра Фёдоровна
Его́рова Алекса́ндра Фёдоровна (1909, Прозорово, Тверская губерния — 9 января 1967, Ленинград) — звеньевая колхоза «Парижская Коммуна» Бежецкого района Калининской области, Герой Социалистического Труда (1948).

## Биография
Родилась в 1909 году в деревне Прозорово в крестьянской семье .
С образованием коммуны, а затем колхоза, активно участвовала в их деятельности.
С весны 1936 года работала в звене известного льновода — Александры Яковлевны Скрипачёвой.
В 1942 г. возглавила полеводческое звено по выращиванию технической культуры — льна-долгунца, из года в год добиваясь высоких урожаев.
Во время Великой Отечественной войны была мобилизована на трудовой фронт и в составе женской бригады трудилась на рытье окопов и строительстве оборонительных сооружений. Работала в военном госпитале в Бежецке.
После окончания войны Александра Фёдоровна вернулась к работе по выращиванию льна в родном колхозе.
По итогам работы в 1947 году звено А. Ф. Егоровой добилось урожайности льна-долгунца 10,46 центнера с гектара и семян 5,1 центнера с гектара, что в несколько раз выше средней урожайности этой культуры в СССР.
Указом Президиума Верховного Совета СССР от 10 апреля 1948 года за получение высоких урожаев ржи, волокна и семян льна-долгунца в 1947 году Егоровой Александре Фёдоровне было присвоено звание Героя Социалистического Труда с вручением ордена Ленина и золотой медали «Серп и Молот».
В последующие годы звено А. Ф. Егоровой продолжало получать высокие урожаи льна. За достигнутые успехи в 1948 году она была награждена орденом Трудового Красного Знамени.
После выхода на пенсию переехала жить к родственникам в Ленинград.
Скончалась 9 января 1967 года.